# اینترپراید
اینتر پراید یک سازمان بین‌المللی به نمایندگی از جامعه دگرباشان جنسی است که از تهیه‌کنندگان رویدادهای رژه دگرباشان جنسی است.

## تاریخچه

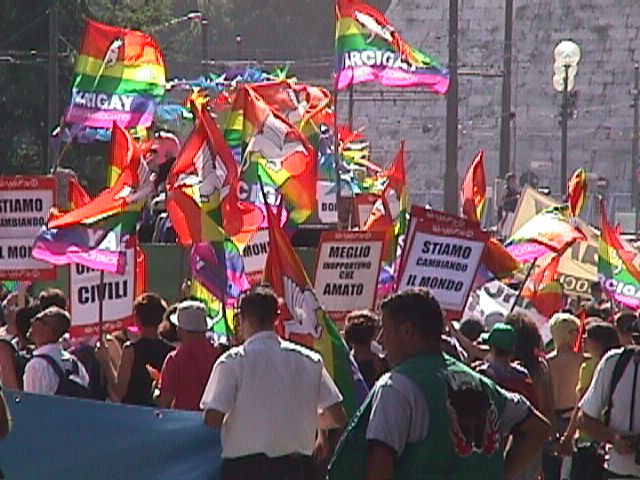
تصویری از اولین پراید جهانی که در ۸ ژوئیه ۲۰۰۰ در رم برگزار شد

اینتر پراید به عنوان یک سازمان غیرانتفاعی ،سازمان ۵۰۱ (سی)(۳)، در تگزاس در دهه ۱۹۸۰ تشکیل شد. این سازمان در ابتدا با نام «انجمن ملی هماهنگ کنندگان رژه افتخار لزبین/گی (NAL / GPC)» شناخته می‌شد اما در اکتبر ۱۹۸۵ به «انجمن بین‌المللی هماهنگ کنندگان رژه افتخار لزبین / گی (IAL / GPC)» تغییر نام داد، بعد از آن این انجمن در کنفرانسی در غرب هالیوود، کالیفرنیا به «انجمن بین‌المللی هماهنگ کنندگان رژه افتخار لزبین‌ها، گی‌ها، دوجنسگرایان و تراجنسیتی ها» تغییر نام داد و بعداً در دهه ۱۹۹۰ به اینتر پراید تعییر نام داد.

### تشکیل اینتر پراید
در آوریل ۱۹۸۱، ریک ترنر و مارشا اچ. لوین، از هماهنگ‌کنندگان پراید، به ترتیب از سانفرانسیسکو و بوستون، به کنفرانس «فراخوان اتحاد» ،کنفرانسی با حضور رهبران گی‌ها و لزبین‌ها که در لس آنجلس برگزار شد و شروعی برای آغاز به کار سازمانی با نام «نولاگ (NOLAG»  شد. نولاگ مخفف «سازمان ملی لزبین‌ها و گی ها» بود.، دعوت شدند. در آن کنفرانس آن ها  ضمن بحث در مورد موضوعات مشترکی که سازمانهای پراید آنها با آن روبرو بودند، اظهار داشتند که ارتباط آنها با کمیته‌های پراید نیویورک و لس آنجلس برای حل مشکلاتشان مفید بوده، بعد از آن ریک و مارشا احساس کردند که این تبادل اطلاعات مهم است و می‌تواند به یک شبکه بالقوه تبدیل شود.
بیش از یک سال بعد در اوت ۱۹۸۲، لوین فراخوانی را برای اولین کنفرانس سالانه «انجمن ملی هماهنگ‌کنندگان پراید لزبین / گی (NAL / GPC)» در بوستون اعلام کرد. اما ریک ترنر (که اکنون درگذشته است) به دلیل وخیم شدن وضع سلامتیش، از پیوستن به این سازمان استقبال نکرد. مارشا با کمک کمیته پراید سن دیگو و فردی به نام داگ مور، که در حال جمع‌آوری لیستی از سازمان‌های ملی پراید بود، و با کمک‌های مالی کمیته‌های پراید لس آنجلس و بوستون، فرم‌های ثبت نامی که  طراحی و تولید کرده بود را با کمک لیست مور از طریق پست الکترونیکی توزیع کردند. با این حال اگرچه بسیاری از کمیته‌های پراید تمایل خود را برای حضور ابراز کرده بودند، اما اکثر آنها بودجه لازم برای اعزام نمایندگان را در آن زمان نداشتند.
در ۹ اکتبر ۱۹۸۲، در سالن هیل هاوس واقع در بیکن هیل (محله ای در بوستون)، اعضای کمیته‌های پراید بوستون، شیکاگو، لس آنجلس، نیویورک، سن دیگو و سانفرانسیسکو در پاسخ به نامه‌های لوین گرد هم آمدند. آن ها سه میز بلند را در کنار هم قرار دادند  تا یک منطقه نشیمن مثلثی ایجاد کنند. آن ها به مدت دو روز بسیاری از موضوعات مربوط به هماهنگی رژه افتخار دگرباشان جنسی را مورد بحث قرار دادند.در این بررسی ها آن ها دریافتند با وجود این که هر شهر رویدادهای مختلفی را دارد، اما بسیاری از برنامه‌ریزی‌ها و تدارکات به طرز شگفت‌انگیزی مشابه است. بعد از آن، آنها رای دادند که کنفرانس دوم در سال آینده در سن دیگو برگزار شود.
۱۵ نفری که در آن گردهمایی حضور داشتند عبارتند از:
بوستون: مارشا اچ. لوین
نیویورک: تونی گامبینو (درگذشته)، دیوید کال (درگذشته)، برایان اودل، جانت لاو، فرد گلدهابر (درگذشته)، آر. پل مارتین
سانفرانسیسکو: کنستانتین برلند (درگذشته)، گلن مک الهینی
شیکاگو: ریچ فایفر (درگذشته)
سن دیگو: داگ مور
لس آنجلس: جورج پیازی، شارون توبین، شریل ردی (درگذشته)، شان جانسون [درگذشته]

### نقاط عطف
| تاریخ      | نقطه عطف |
| ---------- | --- |
| اکتبر ۱۹۸۵ | در جریان کنفرانس این سازمان در فورت لادردیل، فلوریدا، با حضور نمایندگان تورنتو، انتاریو و آلمان، اعضا به تغییر رسمی نام سازمان از انجمن ملی هماهنگ‌کنندگان پراید لزبین / گی به انجمن بین‌المللی هماهنگ‌کنندگان پراید لزبین / گی (IAL / GPC) رای دادند.. این سازمان همچنین متعهد شد که ارتباط خود را با کشورهای دیگر ادامه دهد. |
| اکتبر ۱۹۹۷ | در جریان کنفرانس این سازمان در نیویورک، اعضای آن رأی دادند که عنوان "افتخار جهانی (پراید جهانی)" را تأسیس کنند و آن را برای سال ۲۰۰۰ به شهر رم، ایتالیا اعطا کنند. |
| اکتبر ۱۹۹۹ | اولین کنفرانس خارج از آمریکای شمالی، در گلاسکو، اسکاتلند برگزار شد. |
| اکتبر ۲۰۰۱ | اولین کنفرانس در نیمکره جنوبی، در اوکلند، نیوزیلند برگزار شد. نمایندگان مورد استقبال نخست‌وزیر نیوزیلند قرار گرفتند. |
| اکتبر ۲۰۰۳ | اولین کنفرانس در شهری که از انگلیسی به عنوان زبان اصلی خود استفاده نمی‌کرد، در مونترال، کبک برگزار شد. این کنفرانس به زبان انگلیسی برگزار شد. |
| اکتبر ۲۰۰۴ | بیست و دومین کنفرانس سالانه اینتر پراید و اولین کنفرانس در یک کشور غیر انگلیسی زبان، در ریکیاویک، ایسلند برگزار شد. |
| مه ۲۰۰۵    | دومین پراید جهانی به دلیل ناآرامی‌های نظامی و مذهبی در منطقه خاور میانه به اوت ۲۰۰۶ موکول شد. (این مراسم قرار بود در اورشلیم برگزار شود) |

## مسولان
| عنوان                   | نام                                                            |
| ----------------------- | -------------------------------------------------------------- |
| مدیران                  | لیندا دمارکو ‡، جی اندرو بیکر †، جولیان سانجیوان               |
| معاونین                 | مارشا اچ. لوین، امانوئل تمورس، فرانک ون دالن ‡، ناتالی تامپسون |
| معاون رئیس              | کارلوس ایدیبو                                                  |
| معاون رئیس،بخش عضویت    | جیمز هرمانسن-پارکر                                             |
| معاون رئیس، مسئول توسعه | شری راس                                                        |
| دبیر                    | میشل ایریمیا                                                   |
| مدیر مالی               | دیو ویت                                                        |

† مدت مسئولیت اکتبر ۲۰۲۰ به پایان می‌رسد. ‡ مدت مسئولیت اکتبر ۲۰۲۳ پایان می‌یابد.

## فعالیت‌ها

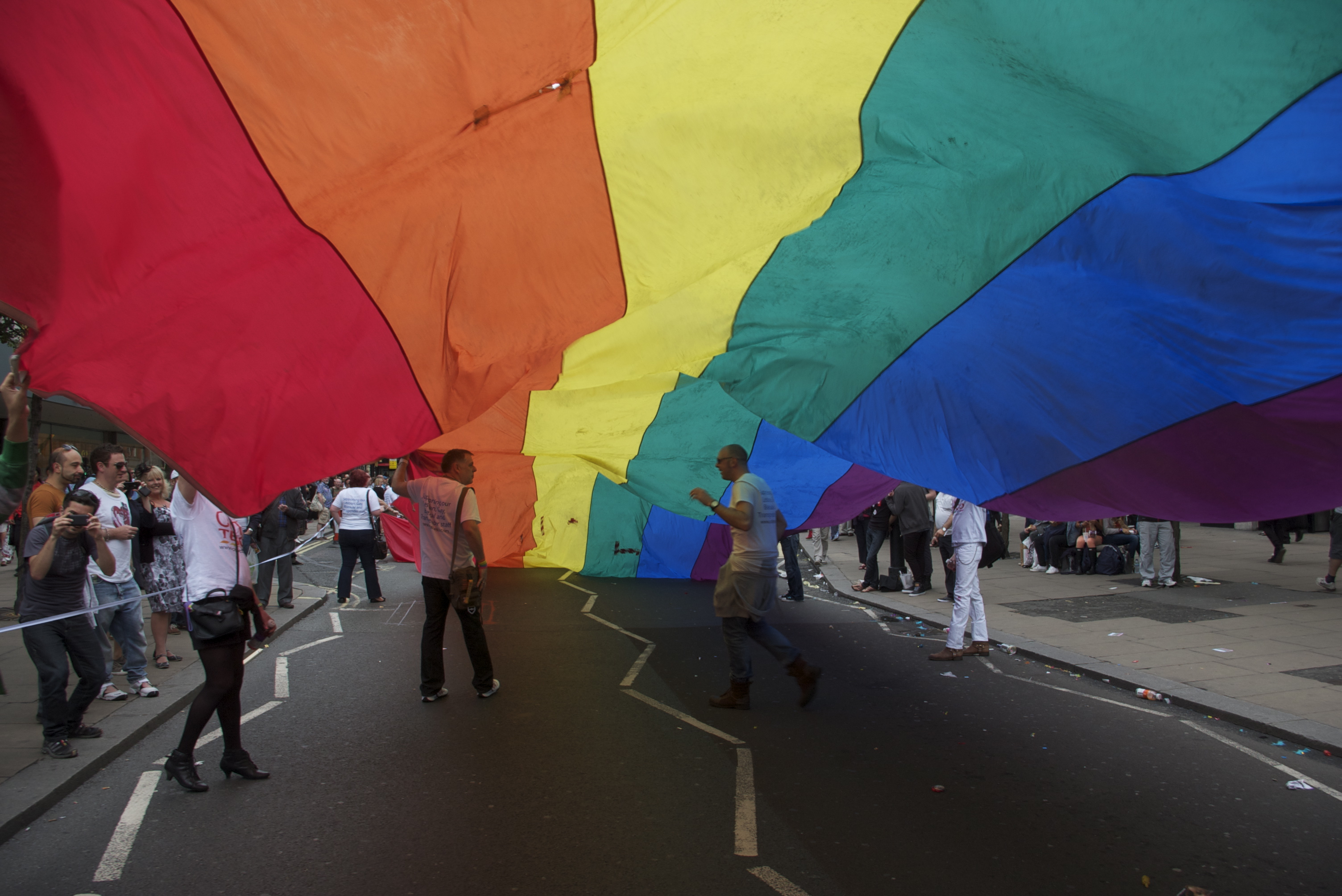
راهپیمایان در پراید لندن، میزبان پراید جهانی ۲۰۱۲

برنامه‌ها و فعالیت‌های اینتر پراید در جهت تبادل اطلاعات، آموزش و راهنمایی است.

### همایش‌ها
طی ۲۹ سال گذشته، سازمانهای پراید تقریباً از هر قاره در کنفرانس جهانی سالانه اینتر پراید شرکت کرده‌اند.
این کنفرانس ها هر ساله در شهرهای مختلفی برگزار می‌شود، محل برگزاری کنفرانس‌های آینده دو سال قبل از برگزاری آن ها به رای گذاشته می‌شود. برای نشان دادن تعهد خود برای حمایت و توانمند سازی جامعه جهانی دگرباشان جنسی، اکنون این کنفرانس ها اغلب در خارج از آمریکای شمالی برگزار می‌شود، همچنین بورسیه‌هایی برای سازمان‌های عضو که توانایی حضور در این کنفرانس ها را ندارند از طریق صندوق بورسیه یادبود پاملا اوبراین درنظر گرفته می شود.اوبراین یکی از اعضای قدیمی کیپ کد پراید در ماساچوست ایالات متحده بود و به عنوان مدیر منطقه ای و معاون عملیاتی اینتر پراید خدمت می‌کرد.
علاوه بر این، چندین منطقه که اینتر پراید به آنها تقسیم شده‌است، کنفرانس های خود را مستقل از کنفرانس های جهانی برگزار می‌کنند.
| سال  | شعار                                                | شهر میزبان                  |
| ---- | --------------------------------------------------- | --------------------------- |
| ۱۹۸۲ | هیچ                                                 | بوستون، ماساچوست            |
| ۱۹۸۳ | هیچ                                                 | سن دیگو، کالیفرنیا          |
| ۱۹۸۴ | وحدت و موارد دیگر در سال ۱۹۸۴                       | ویچیتا، کانزاس              |
| ۱۹۸۵ | زنده با غرور در سال ۱۹۸۵                            | فورت لادردیل، فلوریدا       |
| ۱۹۸۶ | رو به جلو با هم                                     | سان فرانسیسکو، کالیفرنیا    |
| ۱۹۸۷ | مغرور، قوی، متحد                                    | بالتیمور، مریلند            |
| ۱۹۸۸ | به حق با افتخار                                     | سنت لوئیس، میزوری           |
| ۱۹۸۹ | استون وال ۲۰ -نسلی از غرور                          | ونکوور، بریتیش کلمبیا       |
| ۱۹۹۰ | به آینده نگاه کنید                                  | مینیاپولیس، مینه‌سوتا        |
| ۱۹۹۱ | با هم در پراید                                      | بوستون، ماساچوست            |
| ۱۹۹۲ | پراید=قدرت                                          | لانگ بیچ، کالیفرنیا         |
| ۱۹۹۳ | یک خانواده پراید                                    | هیوستون، تگزاس              |
| ۱۹۹۴ | استون وال ۲۵-جشن جهانی لزبین و گی افتخار و اعتراضات | فورت لادردیل، فلوریدا       |
| ۱۹۹۵ | پراید- از سکوت تا جشن                               | فینیکس، آریزونا             |
| ۱۹۹۶ | پراید بدون مرز                                      | کانزاس‌سیتی، کانزاس          |
| ۱۹۹۷ | برابری از طریق دید                                  | نیویورک، ایالت نیویورک      |
| ۱۹۹۸ | وحدت با وجود تنوع                                   | وست هالیوود، کالیفرنیا      |
| ۱۹۹۹ | گذشته پر افتخار، آینده ای قدرتمند                   | گلاسگو، اسکاتلند            |
| ۲۰۰۰ | افتخار کن، شادی کن، اقدام کن                        | آتلانتا، جورجیا             |
| ۲۰۰۱ | تنوع را بپذیرید                                     | آوکلند، نیوزیلند            |
| ۲۰۰۲ | پراید در سراسر جهان                                 | سن دیگو، کالیفرنیا          |
| ۲۰۰۳ | صلح از طریق پراید                                   | مونترآل، کبک                |
| ۲۰۰۴ | با تفاوت‌ها زندگی کن.                                | ریکیاویک، ایسلند            |
| ۲۰۰۵ | حقوق برابر. نه بیشتر. نه کمتر                       | مینیاپولیس، مینه‌سوتا        |
| ۲۰۰۶ | پراید، تعصب نیست.                                   | پورتلند، مین                |
| ۲۰۰۷ | متحد برای برابری                                    | زوریخ، سوئیس                |
| ۲۰۰۸ | زنده باد عشق.                                       | ونکوور، بریتیش کلمبیا       |
| ۲۰۰۹ | حقوق شما، حقوق ما، حقوق بشر                         | پترزبورگ، فلوریدا           |
| ۲۰۱۰ | یک قلب، یک دنیا، یک پراید                           | لانگ بیچ، کالیفرنیا         |
| ۲۰۱۱ | پراید در سراسر جهان                                 | بروکسل، بلژیک               |
| ۲۰۱۲ | پراید ما را به هم پیوند می‌دهد                       | بوستون، ماساچوست            |
| ۲۰۱۳ | پراید ۳۶۵                                           | مونترآل، کبک                |
| ۲۰۱۴ | بازتاب‌های پراید-استون وال ۴۵                        | پیتسبرگ، پنسیلوانیا         |
| ۲۰۱۵ | دنیای ما را با پراید رنگ کنید.                      | لاس وگاس، نوادا             |
| ۲۰۱۶ | همبستگی از طریق پراید                               | مون‌پلیه، فرانسه             |
| ۲۰۱۷ | زندگی کن.                                           | ایندیاناپلیس، ایندیانا      |
| ۲۰۱۸ | گذشته را به یاد بیاور. آینده را بساز.               | ساسکاتون، ساسکاچوان         |
| ۲۰۱۹ | میلیون‌ها لحطه پراید                                 | آتن، یونان                  |
| ۲۰۲۰ | وجود، اصرار، مقاومت                                 | اسلو، نروژ                  |
| ۲۰۲۱ |                                                     | گوادالاخارا، خالیسکو، مکزیک |

### پراید جهانی

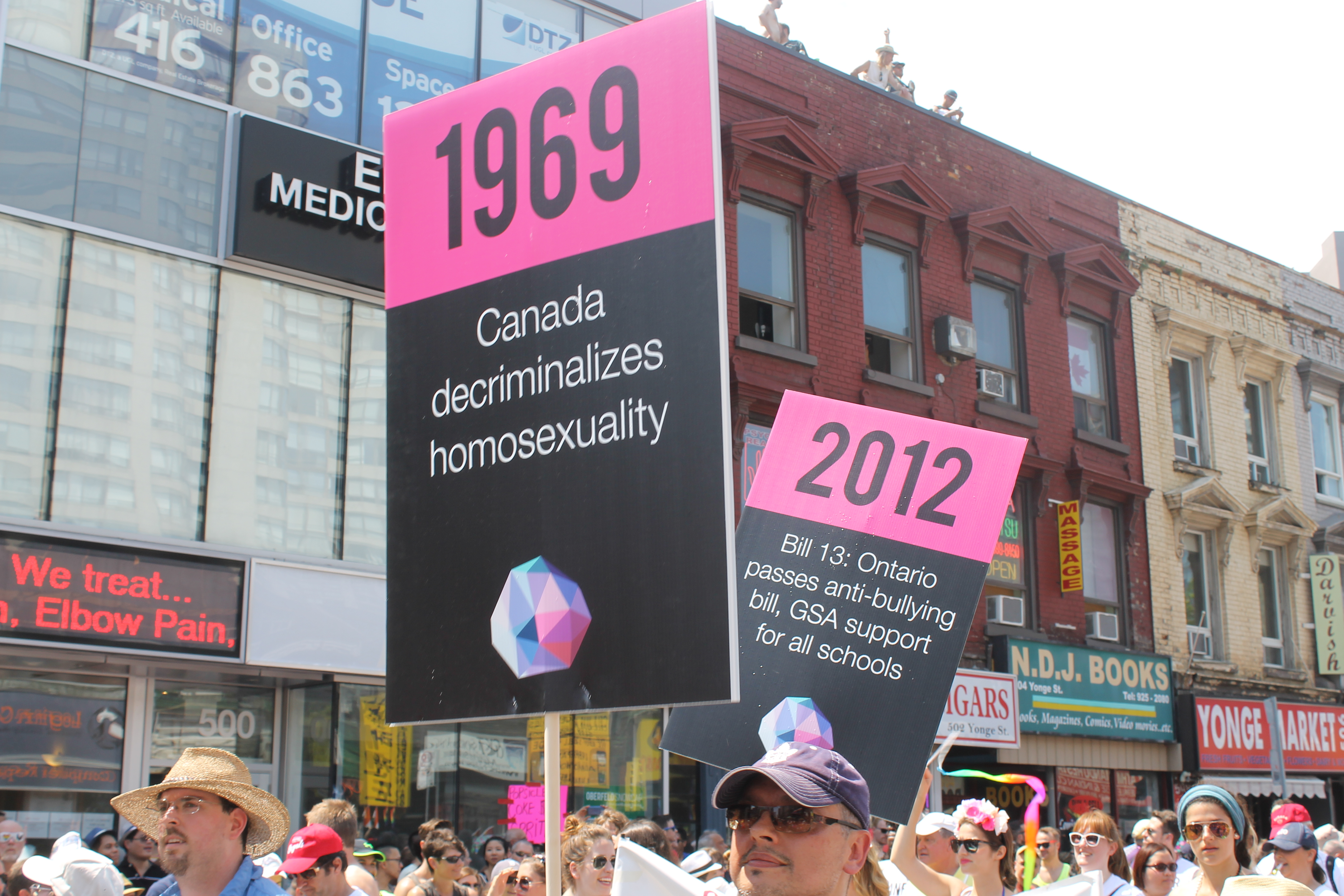
راهپیمایان در پراید تورنتو ۲۰۱۴ با تابلوهای بزرگداشت وقایع مهم در تاریخ LGBT در کانادا. در سال ۲۰۱۴، تورنتو میزبان پراید جهانی بود.

پراید جهانی (WorldPride) عنوانی است که توسط اینتر پراید به سازمان‌های محلی اعطا می‌شود و به دنبال ارتقا و حل مشکلات لزبین‌ها، گی‌ها، دوجنسگرایان و تراجنسیتی‌ها در سطح بین‌المللی از طریق رژه‌ها، جشنواره‌ها و سایر فعالیت‌های فرهنگی هستند. افتخار جهانی حداقل با فاصله دو سال برگزار می‌شود.
| تاریخ      | شهر میزبان            | یادداشت |
| ---------- | --------------------- | --- |
| ژوئیه ۲۰۰۰ | رم، ایتالیا           | همزمان با مراسم بزرگداشت بزرگ |
| اوت ۲۰۰۶   | اورشلیم، اسرائیل      | بعد از یک سال تأخیر اتفاق افتاد. رژه برنامه‌ریزی شده به دلیل جنگ لبنان ۲۰۰۶ برگزار نشد.                                                |
| ژوئیه ۲۰۱۲ | لندن، انگلستان        | |
| ژوئن ۲۰۱۴  | تورنتو، کانادا        | |
| ژوئن ۲۰۱۷  | مادرید، اسپانیا       | |
| ژوئن ۲۰۱۹  | نیویورک، ایالات متحده | در ۱۹ اکتبر ۲۰۱۵، سازمان پراید نیویورک اعلام کرد که این شهر میزبان پراید جهانی است که همزمان با پنجاهمین سالگرد شورش‌های استون‌وال بود. |
| اوت ۲۰۲۱   | کپنهاگ، دانمارک       | برای اولین بار WorldPride توسط دو شهر همسایه در منطقه ارسوند به اشتراک گذاشته می‌شود و همزمان با EuroGames در همان منطقه برگزار می‌شود. |
| 2023       | سیدنی، استرالیا       | |

## عضویت
علاقه‌مندان به عضویت می‌توانند به وبسایت رسمی اینتر پراید مراجعه کنند.